# S&W Modelo 3
El Smith & Wesson Modelo 3 era un revólver de acción simple y apertura vertical producido por Smith & Wesson desde 1870 hasta 1915. Recientemente ha sido producido como una réplica por la misma empresa, Armi San Marco y Uberti.
Fue producido en diversas variantes y subvariantes, incluyendo el "Modelo Ruso", llamado así por haber sido suministrado a las Fuerzas Armadas de la Rusia zarista (en 1871 fueron encargados 20.000 revólveres Modelo 3 en calibre .44 para el Ejército ruso) y el "Schofield", llamado así por el Mayor George W. Schofield, que hizo sus propias modificaciones al Modelo 3 según sus ideas sobre las necesidades de la Caballería, las cuales fueron incorporadas por Smith & Wesson en un modelo de 1875 llamado así en honor del Mayor, pensando obtener importantes contratos militares para el nuevo revólver.
El S&W Modelo 3 originalmente empleaba los cartuchos .44 S&W American y .44 Russian, usualmente sin tener estampada la información de su munición (una práctica estándar en la mayoría de armas civiles). Los revólveres Modelo 3 fueron posteriormente producidos para emplear una gran variedad de cartuchos, inclusive .44 Henry, .44-40, .32-44, .38-44 y .45 Schofield.

## Modelo Ruso
Smith & Wesson produjo grandes cantidades del Modelo 3, en tres modelos diferentes, para la Rusia zarista por encargo. El primero fue el Primer Modelo Ruso (el diseño del encargo original), al cual el Inspector de Armamento Ruso ordenó que se le hicieron varias mejoras y dio origen al Segundo Modelo Ruso, que tras una revisión final tuvo como resultado el Tercer Modelo Ruso.
Smith & Wesson casi acabó en bancarrota como consecuencia de la producción para su contrato ruso, ya que el gobierno zarista ordenó a varios ingenieros y armeros que apliquen ingeniería inversa al diseño de Smith & Wesson, empezando a producir copias del revólver tanto en el Arsenal de Tula como a través de empresas subcontratadas en Alemania y otros países europeos para fabricar copias del revólver (una práctica común en aquel entonces; el revólver British Bull Dog de Webley & Scott también era ampliamente copiado por armeros europeos y estadounidenses). 
Las copias rusas y europeas del Modelo 3 generalmente eran de muy buena calidad, pero considerablemente más baratas que los revólveres producidos por Smith & Wesson. Esto hizo que el gobierno zarista cancele el encargo de revólveres Smith & Wesson (los cuales ya habían sido producidos por la empresa) y que demore (o rechace) el pago de los revólveres que ya habían sido suministrados.

## Revólver Schofield
El Ejército de los Estados Unidos adoptó en 1870 el Modelo 3 que empleaba el cartucho .44 S&W American, haciendo del Modelo 3 el primer revólver con cartuchos estándar en servicio estadounidense. Hasta entonces la mayoría de pistolas militares eran revólveres de percusión que empleaban pólvora negra, los cuales eran lentos de recargar, complejos y susceptibles al clima húmedo. 
En 1875, la Comisión de Armamento de los Estados Unidos otorgó a Smith & Wesson un contrato para suministrar al Ejército un revólver Modelo 3 que incorporase las mejoras del Mayor George W. Schofield (conocido como "Revólver Schofield"), además de poder emplear el cartucho .45 Colt que ya era empleado por el Ejército estadounidense. En cambio, Smith & Wesson desarrolló su propio cartucho .45 ligeramente más corto, el .45 Schofield, también conocido como .45 S&W.
Pero al observarse que los dos cartuchos no podían ser empleados en el revólver Schofield (aunque ambos podían emplearse en un revólver Colt), el gobierno de los Estados Unidos adoptó al más corto .45 Schofield como su cartucho estándar. A pesar del cambio, los viejos lotes de cartuchos .45 Colt en la línea de suministros provocaron que el Ejército descarte la mayor parte de sus revólveres Schofield y continúe empleando los Colt. El Mayor Schofield había patentado su sistema de cierre y ganaba una comisión por cada revólver vendido por Smith & Wesson, además que en aquel entonces su hermano mayor, John M. Schofield, era el jefe de la Comisión de Armamento del Ejército y la situación política pudo haber sido el principal motivo para la temprana cancelación de las ventas al Ejército. 
Muchos revólveres Schofield fueron empleados en las Guerras Indias, incluso hay reportes de su empleo en la Guerra hispano-estadounidense y la Guerra filipino-estadounidense. Al igual que los otros revólveres Modelo 3, también fueron populares entre alguaciles y bandoleros en el Oeste, siendo empleados por Jesse James, John Wesley Hardin, Pat Garrett, Theodore Roosevelt, Virgil Earp, Billy the Kid y muchos otros.
Después de la Guerra hispano-estadounidense, el Ejército estadounidense vendió todos sus revólveres Schofield sobrantes en 1898. Estos fueron comprados y reacondicionados por distribuidores y armeros (quedando como recién salidos de fábrica), muchos de los cuales fueron vendidos en el mercado civil con un cañón acortado de 127 mm (5 pulgadas), así como con el cañón estándar de 177,8 mm (7 pulgadas).
Uno de los más conocidos compradores de estos revólveres Schofield reacondicionados fue Wells Fargo y Compañía, que compró los revólveres para armar a sus agentes y tenían los cañones acortados a 127 mm (5 pulgadas) para hacerlos más sencillos de ocultar. Estos revólveres fueron inspeccionados por el armero de Wells Fargo y se les estamparon los singulares marcajes "W.F. & Co" o "Wells Fargo & Co", con el número de serie original de Smith & Wesson reestampado junto a este en la parte plana del cañón delante de su pivote, al igual que en cualquier parte de cada revólver que no estaba inicialmente marcada o en caso de necesidad en un lugar donde sería difícil ver el número de serie.
Los revólveres Schofield de Wells Fargo se volvieron tan populares entre los coleccionistas desde la década de 1970, que los singulares marcajes de Wells Fargo fueron copiados o falsificados por vendedores inescrupulosos para aumentar el valor de otras versiones similares que no fueron propiedad de Wells Fargo y Cía. Existen más revólveres Schofield con marcajes Wells Fargo falsos que genuinos, por lo cual un coleccionista interesado en comprar un revólver Schofield "Wells Fargo" debería inspeccionar y verificar el arma con ayuda de un experto en este modelo antes de comprarlo.
El Schofield fue producido en dos versiones, el Primer Modelo y el Segundo Modelo. El Primer Modelo tenía un retén con proeminencias agudas encima y un círculo alrededor de la cabeza del tornillo debajo, mientras que el retén del Segundo Modelo tiene un gran círculo elevado encima. Una de las revisiones y mejoras del General Schofield al revólver Modelo 3 incluía montar el cierre accionado por resorte del cañón en el armazón, al contrario del Modelo 3 estándar de Smith & Wesson que lo tenía montado en el cañón. En el diseño previo, los soportes del armazón se desgastaban después de un empleo intenso. La mejora de Schofield indicaba piezas de acero templado reemplazables en la sensible zona de desgaste del retén y el cierre. El rango del número de serie también indica si se trata de un Primer o Segundo Modelo, con los números de serie cambiando del Primer Modelo al Segundo Modelo a partir de un poco más de 3.000.

## Nuevo Modelo Número 3
En 1877 Smith & Wesson descontinuó la producción de sus otros revólveres Modelo 3, tales como el Americano, Ruso y Schofield por un nuevo diseño mejorado llamado Nuevo Modelo Número 3. Su cartucho estándar era el .44 Russian, aunque se vendía para otros cartuchos bajo pedido o en modelos parecidos tales como el Modelo Frontera .44-40, los Modelos Target .32-44 y .38-44 y el muy escaso Modelo Winchester .38-40.
Modelo Australiano. En 1880, la Policía de Australia Meridional estaba interesara en rearmarse con armas modernas y observó unos revólveres Nuevo Modelo Número 3 en la Exposición Australiana de Melbourne. Se hizo un encargo a través del agente de Smith & Wesson de Nueva York de 250 revólveres niquelados que empleaban el cartucho .44 Russian y con un cañón de 177,8 mm (7 pulgadas). El encargo, que incluía culatines desmontables, munición y equipos de recarga, llegó a Adelaida en marzo de 1882. Los revólveres y sus culatines fueron marcados con una flecha, siendo llamados revólveres-carabina. Fueron suministrados a la Policía Montada, conocida como tropa, que en aquel entonces patrullaban el Territorio del Norte. Las Policías de Australia Meridional y Australia Occidental hicieron otras compras de menor escala durante 1886-1888, ninguna de las cuales fue marcada con la flecha. Por unos treinta años, el revólver-carabina fue el arma de primera línea de la Policía Montada de Australia Meridional, Australia Occidental y el Territorio del Norte. Se conocen casi todos los números de serie y figuran en el libro Service Arms of the South Australian Police. Los revólveres de la Policía de Australia Meridional fueron vendidos en 1953 como sobrantes a la empresa Western Arms Corporation de Los Ángeles. 
Un revólver Nuevo Modelo Número 3 grabado, dorado y con cachas de nácar fue obsequiado en la década de 1890 a la tiradora Annie Oakley por Frank Butler, su esposo. Este era uno de los tres revólveres embellecidos que fueron reunidos por Oakley como un grupo de exposición.

## Réplicas modernas
Las réplicas modernas del revólver Smith & Wesson Modelo 3 son producidas por varias empresas, entre ellas (principalmente) Smith & Wesson así como las empresas italianas Uberti y Armi San Marco.

### Smith & Wesson
Smith & Wesson produce una réplica moderna de los revólveres Modelo 3 originales. Reintroducida en el SHOT Show 2000 y publicitada como una "réplica exacta", tiene importantes diferencias entre la versión moderna y la original. Al compararse un revólver original con el modelo de preproducción expuesto, se observó que la nueva versión es ligeramente más robusta que la original alrededor del cañón y la brida superior, aunque no tanto como en los revólveres de Navy Arms. Además se le hicieron cambios en el mecanismo de cierre. El percutor de la réplica del Modelo 3 está montado en el armazón en lugar de ser parte integral del martillo, una moderna característica de seguridad - con una barra de bloqueo como seguro - que evita disparos accidentales si el revólver cae al suelo.

### Uberti/Armi San Marco
La versión de Uberti, importada por Navy Arms, tiene dimensiones generalmente similares al Schofield Segundo Modelo original, pero el cañón y la brida superior son considerablemente más gruesos para tener una mayor resistencia. Al igual que el modelo de Armi San Marco, el revólver Modelo 3 de Navy Arms/Uberti tiene un tambor alargado para poder emplear cartuchos .45 Colt y .44-40. A pesar de que los primeros revólveres tuvieron algunos problemas con los ángulos de encaje del retén, estos fueron corregidos o los revólveres fueron cambiados. Las réplicas europeas de los revólveres Modelo 3 tienen modificaciones en su sistema de cierre para cumplir las regulaciones de importación. Uberti además fabricó réplicas para Beretta que fueron comercializadas como Beretta Laramie.

## Empleo en el Oeste
El Modelo 3 fue empleado por el famoso alguacil Wyatt Earp en el Tiroteo del O.K. Corral, para defenderse del ataque de Ike Clanton y sus socios.

## Usuarios
- Fuerzas Armadas de los Estados Unidos
- Argentina
- Policía Montada del Canadá
- Imperio ruso